# Bardwell (Texas)
Bardwell è un centro abitato degli Stati Uniti d'America, situato nella contea di Ellis dello Stato del Texas.
La popolazione era di 649 persone al censimento del 2010.

## Geografia fisica
Bardwell è situata a 32°16′03″N 96°41′42″W (32.267602, -96.695028). Si trova all'incrocio tra la Texas State Highway 34 e la Farm to Market Road 984 nel sud est della contea di Ellis, circa dieci miglia a sud est di Waxahachie.
Secondo lo United States Census Bureau, ha un'area totale di 0,3 miglia quadrate (0,78 km²).

## Società

### Evoluzione demografica
Secondo il censimento del 2000, c'erano 583 persone, 167 nuclei familiari e 139 famiglie residenti nella città. La densità di popolazione era di 2.093,7 persone per miglio quadrato (803,9/km²). C'erano 176 unità abitative a una densità media di 632,1 per miglio quadrato (242,7/km²). La composizione etnica della città era formata dal 61,58% di bianchi, il 17,50% di afroamericani, l'1,37% di nativi americani, il 18,52% di altre razze, e l'1,03% di due o più etnie. Ispanici o latinos di qualunque razza erano il 47,51% della popolazione.
C'erano 167 nuclei familiari di cui il 47,9% aveva figli di età inferiore ai 18 anni, il 62,3% erano coppie sposate conviventi, il 15,0% aveva un capofamiglia femmina senza marito, e il 16,2% erano non-famiglie. Il 13,8% di tutti i nuclei familiari erano individuali e il 5,4% aveva componenti con un'età di 65 anni o più che vivevano da soli. Il numero di componenti medio di un nucleo familiare era di 3,49 e quello di una famiglia era di 3,86.
La popolazione era composta dal 37,7% di persone sotto i 18 anni, l'8,6% di persone dai 18 ai 24 anni, il 27,8% di persone dai 25 ai 44 anni, il 17,7% di persone dai 45 ai 64 anni, e l'8,2% di persone di 65 anni o più. L'età media era di 28 anni. Per ogni 100 femmine c'erano 98,3 maschi. Per ogni 100 femmine dai 18 anni in giù, c'erano 93,1 maschi.
Il reddito medio di un nucleo familiare era di 31.250 dollari, e quello di una famiglia era di 35.000 dollari. I maschi avevano un reddito medio di 28.125 dollari contro i 16.250 dollari delle femmine. Il reddito pro capite era di 10.666 dollari. Circa il 26,5% delle famiglie e il 24,7% della popolazione erano sotto la soglia di povertà, incluso il 26,8% di persone sotto i 18 anni e il 35,4% di persone di 65 anni o più.